# L’Année épigraphique

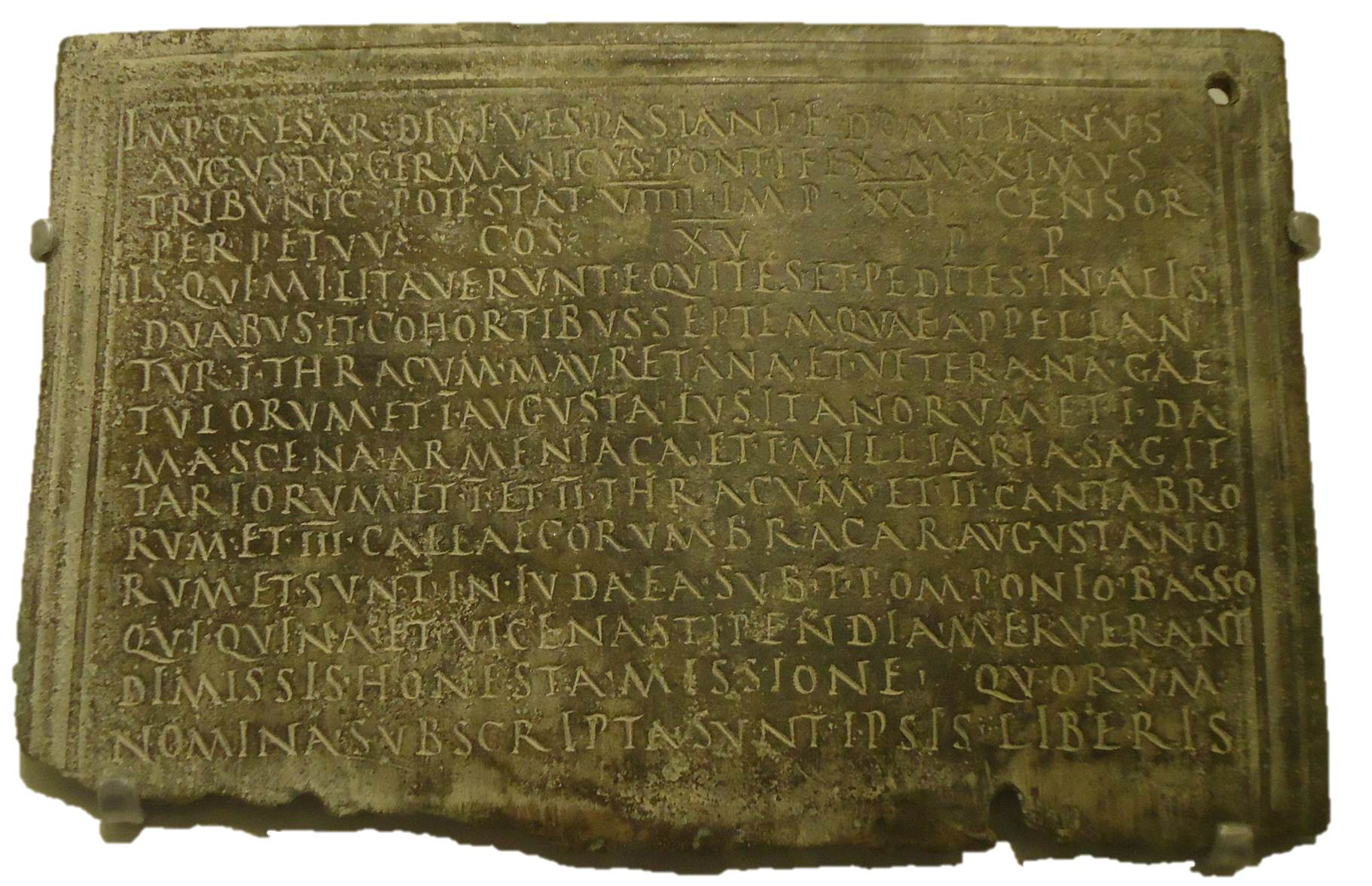
Rzymski dyplom wojskowy wystawiony w 90 n.e. dla żołnierza stacjonującego w Judei w jednej z jednostek dowodzonych przez Tytusa Pomponiusza Basso. Jego treść została opublikowana w L’Année épigraphique w roczniku 2003 pod numerem kolejnym 02062.

L’Année épigraphique (AE, Rocznik Epigraficzny) – francuski periodyk poświęcony epigrafice, przede wszystkim starożytnego Rzymu i Grecji. Publikuje treść i materiały dotyczące znalezisk dokonanych w ciągu ostatniego roku, w podziale na epoki.
Czasopismo powstało w 1888 z inicjatywy René Cagnata, profesora „epigrafiki i starożytności rzymskich” w Collège de France. Ukazuje się nieprzerwanie od tego czasu, początkowo z podtytułem „Przegląd publikacji epigraficznych dotyczących starożytności rzymskiej” (fr. Revue des publications épigraphiques relatives à l’Antiquité romaine). Do 1964 pismo powiązane było z Revue archéologique (Przeglądem archeologicznym), od tego czasu ukazuje się jako niezależna publikacja wydawana przez PUF przy wsparciu finansowym Centre national de la recherche scientifique.
Od 1992 jego przygotowaniem zajmuje się międzynarodowy zespół kierowany przez Mireille Corbier.